# Metralladora Tipus 89

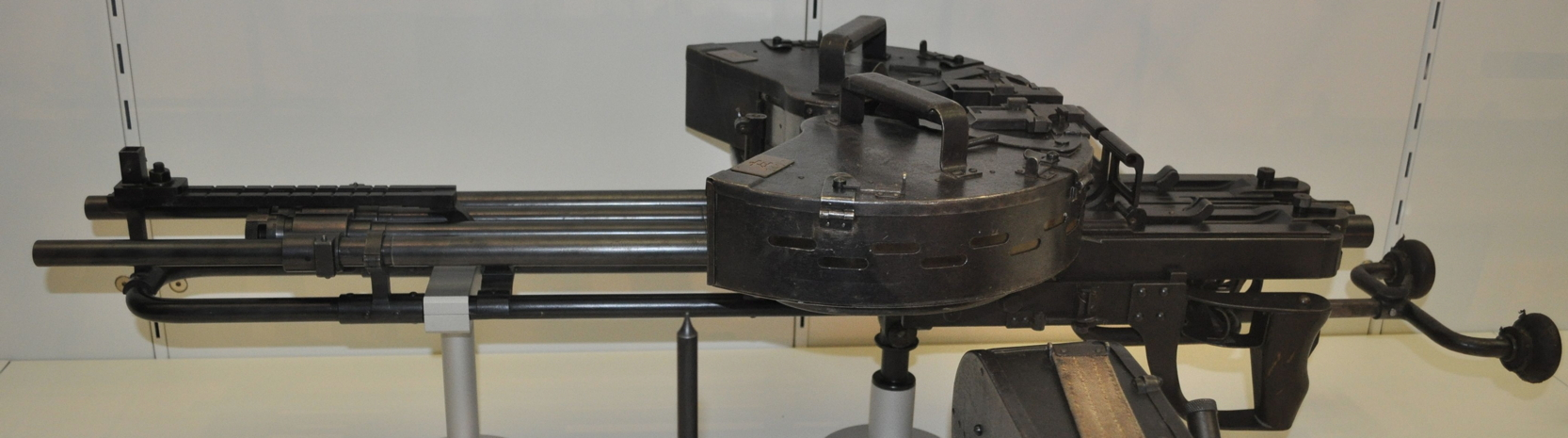

La Metralladora Tipus 92 es refereix a dues metralladores d'aviació de l'Exèrcit Imperial Japonès. Quan es fa una referència a la Tipus 89 es impossible saber a quina es refereix sense informació extra. La Marina Imperial Japonesa tenia les seves propies metralladores d'aviació, molt similars a aquestes, que eren la metralladora Tipus 97, situada de manera fixe a l'ala, i la metralladora Tipus 92, una còpia gairebé idèntica a la metralladora britànica Lewis.
La primera d'aquestes metralladores Tipus 89, era una metralladora operada per retrocès, i era una còpia sota llicència de la metralladora Vickers clase E, però recalibrada a la munició de 7,7x58 mm SR Tipus 89, a la qual la gent es refereix usualment com a la versió fixe. Es va utilitzar de manera que disparessin sincronitzada-ment en les posicions dels artillers i en les ales dels avions. Estava alimentada per una cinta de munició, utilitzant un disseny d'unions metàl·liques. La Tipus 89 va ser utilitzada en el avions Nakajima Ki-27, Ki-43, les primeres versions del caça Ki-44, el Mitsubishi Ki-30 i en el bombarder lleuger Ki-51, al igual que en el bombarder lleuger Kawasaki Ki-32, d'entre altres.
El segon disseny de la Tipus 89 era operada per gas, i consistia en dues metralladores Tipus 11 modificades i juntes formant una única metralladora, similar a la  MG 81 Z (una metralladora de doble canó alemanya). Es refereix a aquesta metralladora comunament com a la versió Flexible. Es un derivat de la otsu-guo (que era una metralladora experimental (d'entre 1922 i 1929) que consistia en una metralladora Tipus 11 de costat i alimentada des d'un carregador de tipus Helicoidal. La metralladora estava calibrada per a disparar la munició japonesa de 7,7x58 mm SR Tipus 89, i utilitzava una culata metàl·lica en forma de Y, utilitzava empunyadures de tipus pala, i els canons no tenien cap sistema de refrigeració (al contrari que la Metralladora Tipus 11). Utilitzava dos carregadors amb forma quadrada de 45 bales de tipus helicoidal (cada carregador estava carregat amb 9 pintes de munició de 5 bales cadascuna).
Aquesta metralladora va ser utilitzada com a metralladora defensiva en avions, i algunes van ser utilitzades com a metralladores antiaèries, però amb la petita quantitat d'aquestes metralladores disponibles, les va fer gairebé invisibles durant tota la Campanya del Pacífic. Les metralladores més utilitzades en operacions defensives mòbils de l'aviació japonesa durant la Segona Guerra Mundial eren bàsicament metralladores Tipus 89, montades en vehicles com el Mitsubishi Ki-21, Ki-67 i els bombarders pesants Nakajima Ki-49, el Mitsubishi Ki-30, Ki-51 i els bombarders lleugers Kawasaki Ki-32, el Tachikawa Ki-9 (amb objectius d'entrenament), i altres avions de les Forces Aèries de l'Imperi Japonès.
Endemés, també existia la Metralladora Te-4 (la designació Te era utilitzada en les forces armades japoneses per a armes que utilitzessin una munició de calibre inferior a 12 mm, i la designació Ho era utilitzat per a les armes de calibre superior a 12 mm, com la metralladora pesant Ho-103, o el canó automàtic Ho-5), la metralladora tenia una gran semblança amb la otsu-gou (de la qual provenia la variant de la Tipus 89, la Tipus 89 Flexible), a causa d'això es va suposar que la Tipus 89 Flexible era una modificació addicional de la metralladora de doble canó Tipus 89, però una versió individual. No és clar si la Te-4 versió era una variant directa de la otsu-guo o era el resultat de dividir la Tipus 89 Flexible.